# Zamek w Górze
Zamek w Górze – pozostałości zamku w miejscowości w Góra w woj. dolnośląskim, w powiecie górowskim, w gminie Góra.
Zamek został prawdopodobnie wzniesiony na przełomie XIV i XV wieku. Wzmianki o nim pochodzą z 1409 roku. Budynek, który uznaje się za jego pozostałość, ma kształt czworokątny, wzniesiony jest z cegły; stanowi część południowo-zachodniego odcinka murów miejskich. W XIX w. został przebudowany na więzienie.

## Przypisy

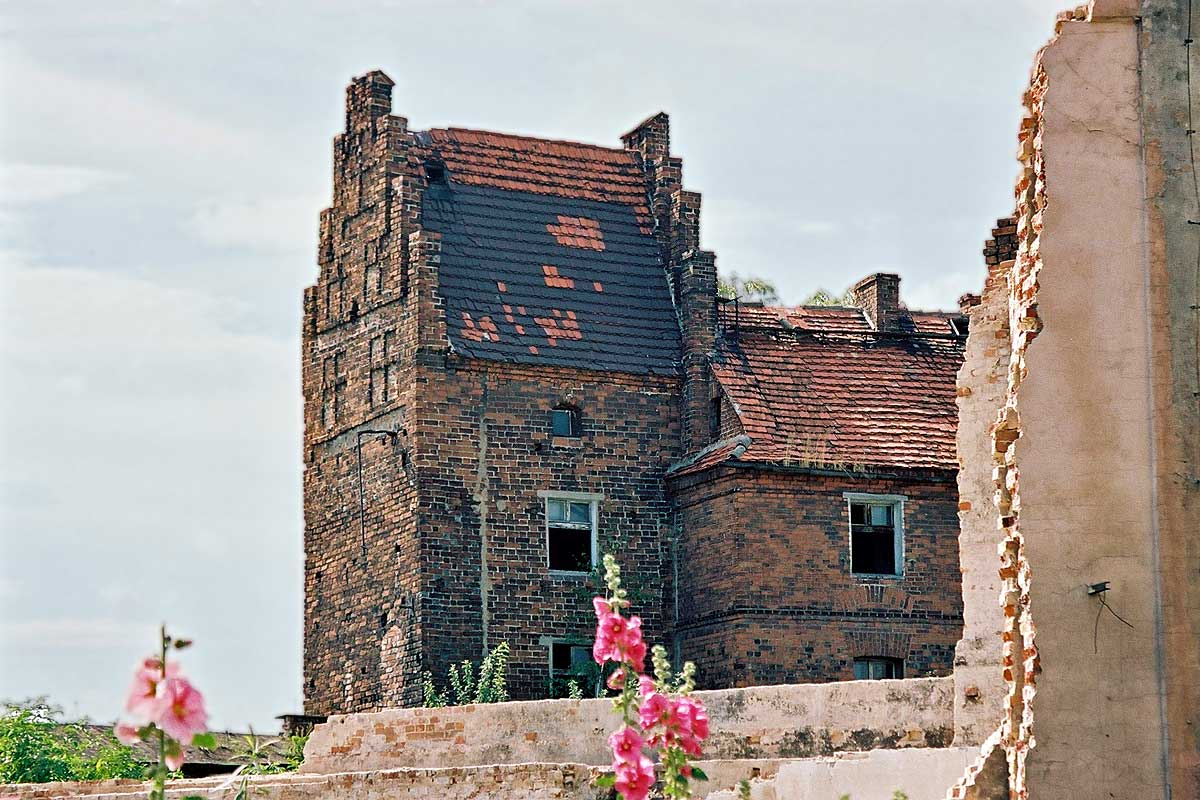